# Пшеничное (Первомайский район)
Пшени́чное (до 1948 года Учевли́-Орка́; укр. Пшеничне, крымскотат. Üçevli Orqa, Учьэвли Оркъа) — село в Первомайском районе Республики Крым, входит в состав Первомайского сельского поселения (согласно административно-территориальному делению Украины — Первомайского поселкового совета Автономной Республики Крым).

## Население
| 2001 | 2014 |
| ---- | ---- |
| 504  | ↘428 |

Всеукраинская перепись 2001 года показала следующее распределение по носителям языка
| Язык             | Процент |
| ---------------- | ------- |
| русский          | 85.12   |
| украинский       | 7.54    |
| крымскотатарский | 6.75    |
| другие           | 0.2     |

### Динамика численности
| - 1806 год — 139 чел. - 1892 год — 77 чел. - 1900 год — 153 чел. - 1905 год — 147 чел. - 1911 год — 138 чел. - 1915 год — 129/25 чел. - 1918 год — 95 чел. | - 1926 год — 233 чел. - 1939 год — 500 чел. - 1989 год — 554 чел. - 2001 год — 504 чел. - 2009 год — 447 чел. - 2014 год — 428 чел. |

## Современное состояние
На 2016 год в Пшеничном числится 4 улицы; на 2009 год, по данным сельсовета, село занимало площадь 57,3 гектара, на которой в 157 дворах проживало 447 человек. Действуют детский сад «Ромашка», Дом культуры, сельская библиотека-филиал № 19, фельдшерско-акушерский пункт.

## География
Пшеничное — село в северной части района, в степном Крыму, в веховье реки Воронцовка, высота центра села над уровнем моря — 36 м. Ближайшие населённые пункты на северо-западе — Упорное в 0,5 км и райцентр — в 5 километрах (по шоссе); ближайшая железнодорожная станция — Воинка (на линии Джанкой — Армянск) — примерно 28 километров. Транспортное сообщение осуществляется по региональной автодороге 35Н-396 Первомайское — Пшеничное (по украинской классификации — С-0-11011).

## История
Первое документальное упоминание села встречается в Камеральном Описании Крыма… 1784 года, судя по которому, в последний период Крымского ханства Учь Евли Орка входил в Четырлыкский кадылык Перекопского каймаканства. После присоединения Крыма к России (8) 19 апреля 1783 года, (8) 19 февраля 1784 года, именным указом Екатерины II сенату, на территории бывшего Крымского Ханства была образована Таврическая область и деревня была приписана к Перекопскому уезду. После Павловских реформ, с 1796 по 1802 год, входила в Акмечетский уезд Новороссийской губернии. По новому административному делению, после создания 8 (20) октября 1802 года Таврической губернии, Учевели-Орка был включён в состав Бустерчинской волости Перекопского уезда.
По Ведомости о всех селениях в Перекопском уезде состоящих с показанием в которой волости сколько числом дворов и душ… от 21 октября 1805 года, в деревне Учевли-Орка числилось 18 дворов и 139 жителей, исключительно крымских татар. На военно-топографической карте генерал-майора Мухина 1817 года деревня Ючулю орка обозначена с 20 дворами. После реформы волостного деления 1829 года деревню, согласно «Ведомости о казённых волостях Таврической губернии 1829 года» отнесли к Ишуньской волости (переименованной из Бустерчинской). На карте 1836 года в деревне 4 двора, а на карте 1842 года Учьэвли Орка обозначена условным знаком «малая деревня», то есть, менее 5 дворов.
В 1860-х годах, после земской реформы Александра II, деревню приписали к Ишуньской волости. По обследованиям профессора А. Н. Козловского начала 1860-х годов, в селении была «вода пресная в колодцах глубиною 15—20 саженей» (от 31 до 42 м). Согласно «Памятной книжке Таврической губернии за 1867 год», деревня была покинута жителями, ввиду эмиграции крымских татар, особенно массовой после Крымской войны 1853—1856 годов, в Турцию и остаётся в развалинах (на трёхверстовой карте Шуберта 1865—1876 года на месте деревни — кошары).
В 1889 году в пустую деревню заселились крымские немцы лютеране, получившие 2130 десятин земли. После земской реформы 1890 года Учевели-Орку отнесли к Джурчинской волости.Согласно «…Памятной книжке Таврической губернии на 1892 год», в деревне Учевели-Орка, составлявшей Учевели-Оркинское сельское общество, было 77 жителей в 17 домохозяйствах. По «…Памятной книжке Таврической губернии на 1900 год» в деревне Учевели-Орка числилось 153 жителя в 36 дворах. В 1905 году в деревне было 147 жителей, в 1911—138. По Статистическому справочнику Таврической губернии. Ч.II-я. Статистический очерк, выпуск пятый Перекопский уезд, 1915 год, в деревне Учевли-Орка Джурчинской волости Перекопского уезда числилось 19 дворов (все дворы с землёй) с немецким населением в количестве 129 человек приписных жителей и 25 «посторонних», из которых 82 мужчины и 72 женщины. Жители владели 1975 десятинами удобной земли. В хозяйствах имелось 150 лошадей, 12 волов, 80 коров и 54 головы мелкого скота. В 1918 году числилось 95 жителей.
После установления в Крыму Советской власти и учреждения 18 октября 1921 года Крымской АССР, в составе Джанкойского уезда был образован Курманский район, в состав которого включили село. В 1922 году уезды получили название округов. 11 октября 1923 года, согласно постановлению ВЦИК, в административное деление Крымской АССР были внесены изменения, в результате которых был ликвидирован Курманский район и село включили в состав Джанкойского. Согласно Списку населённых пунктов Крымской АССР по Всесоюзной переписи 17 декабря 1926 года, в селе Учевли-Орка, Джурчинского сельсовета (в котором село состоит всю дальнейшую историю) Джанкойского района, числилось 45 дворов, из них 41 крестьянский, население составляло 233 человека, из них 211 немцев, 9 эстонцев, 8 русских, 4 еврея, 1 татарин, действовала немецкая школа. Постановлением ВЦИК РСФСР от 30 октября 1930 года был создан Фрайдорфский еврейский национальный район (переименованный указом Президиума Верховного Совета РСФСР № 621/6 от 14 декабря 1944 года в Новосёловский) (по другим данным 15 сентября 1931 года) и село включили в его состав, а после разукрупнения в 1935-м и образования также еврейского национального Лариндорфского (с 1944 — Первомайский), село переподчинили новому району. По данным всесоюзной переписи населения 1939 года в селе проживало 500 человек.
Вскоре после начала Великой Отечественной войны, 18 августа 1941 года крымские немцы были выселены, сначала в Ставропольский край, а затем в Сибирь и северный Казахстан. В годы войны, при проведении Крымской оборонительной операции, в селе был развёрнут госпиталь Приморской армии. Умершие в нём от ран в период 24—28 октября 1941 года 64 бойца 25-й Чапаевской, 95-й, 172-й стрелковых дивизий; 2-й, 40-й и 42-й кавалерийских дивизий были похоронены на сельском кладбище. Постановлением Совета министров Республики Крым № 627 от 20 декабря 2016 года памятник отнесён к категории объектов культурно-исторического наследия России регионального значения. Также в селе установлен памятный знак в честь воинов-односельчан, погибших в годы Великой Отечественной войны.
С 25 июня 1946 года Учевели-Орка в составе Крымской области РСФСР.
Указом Президиума Верховного Совета РСФСР от 18 мая 1948 года, Учевели-Орка переименовали в Пшеничное. 26 апреля 1954 года Крымская область была передана из состава РСФСР в состав УССР. Указом Президиума Верховного Совета УССР «Об укрупнении сельских районов Крымской области», от 30 декабря 1962 года был упразднён Первомайский район и село присоединили к Красноперекопскому. 8 декабря 1966 года был восстановлен Первомайский район и село вернули в его состав. По данным переписи 1989 года в селе проживало 554 человека. С 12 февраля 1991 года село в восстановленной Крымской АССР, 26 февраля 1992 года переименованной в Автономную Республику Крым. С 21 марта 2014 года в составе Крыма аннексировано Россией.